# Corinne Bouchoux
Corinne Bouchoux, née le 5 janvier 1964 à Issy-les-Moulineaux, est une historienne et femme politique française.
Membre d'Europe Écologie Les Verts (EELV), elle est sénatrice de Maine-et-Loire de 2011 à 2017.

## Biographie
Corinne Bouchoux obtient le diplôme de l'Institut d'études politiques de Paris en 1986.
Collaboratrice à Science et Vie Économie puis Alternatives économiques, elle a été professeur certifiée en sciences économiques et sociales dans le secondaire et à l'Institut d'études politiques de Paris de 1989 à 2002 enseignante en histoire contemporaine. Entre 1997 et 2007, elle est personnel de direction de l’Éducation nationale.
En septembre 2007, elle devient par détachement, ingénieure de recherche responsable de la direction de la formation et de la vie étudiante à Agrocampus Ouest, centre d'Angers, Institut national d'horticulture et de paysage, avec statut d'EPSCP. Cette école publique liée au ministère de l'Agriculture forme des ingénieurs en horticulture et paysage. Elle quitte l'école le 1er octobre 2011 à la suite de son élection au poste de sénatrice.
Elle soutient une thèse de doctorat en histoire sur le sujet : « Si les tableaux pouvaient parler. Le traitement politique et médiatique des retours d'œuvres d'art pillées et spoliées par les nazis (France 1945-2008) ». Elle s'est par la suite investie, comme sénatrice, sur la restitution des œuvres d'art spoliées sous le Troisième Reich, afin que soit clarifié l'historique des œuvres d'art en dépôt, que leur inventaire soit dressé et que ces archives soient disponibles en ligne.
Historienne, elle collabore à Musea, musée virtuel d'Histoire des femmes et du genre, édité par l'université d'Angers, pour lequel elle a conçu quatre expositions : « La citoyenne Marie Bonnevial (1841-1918) », « Rose Valland, sur le front de l'art », « Le Planning familial : 50 ans en affiches » (avec Bibia Pavard), exposition consacrée au Mouvement français pour le planning familial et une exposition sur Yvette Roudy en affiches et photos. Elle travaille actuellement principalement sur les sujets suivants : l'attractivité des territoires, l'intelligence économique et son enseignement en France depuis 20 ans, la transformation de nos modes de production et l'impact sur les compétences des acteurs et les territoires, avec la dimension du genre. L'accompagnement à la citoyenneté des étudiants, la lutte contre l'homophobie et le sexisme sont des engagements à la fois professionnels et militants.
En septembre 2011, elle est élue sénatrice de Maine-et-Loire sous la bannière Europe Écologie-Les Verts. Elle est membre de la commission de la Culture, de l'Éducation et de la Communication et secrétaire de la commission sénatoriale pour le contrôle de l'application des lois.
Elle préside le groupe écologiste au Sénat de novembre à décembre 2015, en tandem avec Jean-Vincent Placé, puis à partir de février 2016, à la suite de l'entrée de celui-ci au gouvernement,,. Elle quitte cette fonction le 3 mai 2016, devenant secrétaire du bureau du Sénat, à la place de Jean Desessard, qui la remplace à la présidence du groupe. Elle décide de ne pas se représenter aux élections sénatoriales de 2017 en Maine-et-Loire.
En 2019, elle rejoint la liste du maire sortant d'Angers, Christophe Béchu, qui dispose du soutien de La République en marche en vue des élections municipales de 2020 dans cette ville. Élue, elle est 5e vice-présidente, puis 2e vice-présidente (2022), chargée de la transition écologique et des mobilités au conseil communautaire d'Angers Loire Métropole.
En parallèle de sa fonction d'élue, elle travaille en tant qu'enseignante de sciences sociales et économiques (SES) au lycée Chevrollier d'Angers.

### Vie privée
Corinne Bouchoux, ouvertement homosexuelle, est pacsée depuis 2001 avec l'historienne Christine Bard, spécialiste de l'histoire des femmes, du genre, du féminisme et de l'antiféminisme.
Elle considère la revendication de son homosexualité comme un acte militant, surtout vis-à-vis des jeunes, qui « n'ont pas assez de représentations positives de l'homosexualité. C'est important qu'ils puissent se dire on peut être homo et arriver à faire de la politique. »

## Publications
- L’Allemagne réunifiée, Paris, Syros, 122 pages, 1992,  (ISBN 978-2-8673-8794-4)
- Cette exigeante liberté, avec Lucie Aubrac, Paris, L’Archipel, 219 pages, 1997,  (ISBN 978-2-8418-7061-5)
- Rose Valland une résistante sur le front de l’art, Geste édition, 134 pages, 2006,  (ISBN 978-2-8456-1236-5)
- Corinne Bouchoux, ” Si les tableaux pouvaient parler ”... Le traitement politique et médiatique des retours d'œuvres d’art pillées et spoliées par les nazis (France 1945-2008), Université d'Angers, 2011 (lire en ligne)
- De l'utilité du Sénat et de l'écologie, Editions du Petit Pavé, 188 pages, 2019,  (ISBN 978-2-84712-591-7)